# 马村镇 (夹江县)
马村镇
马村镇，原为马村乡，是中华人民共和国四川省乐山市夹江县下辖的一个乡镇级行政单位。2019年9月，撤销马村乡和中兴镇，设立马村镇，以原马村乡和原中兴镇所属行政区域为马村镇的行政区域。

## 行政区划
马村乡下辖以下地区：
马村场镇社区、带河村、水库村、方沟村、彭咀村、上村、碧山村、金华村、石埝村、石窖村、张岩村和沙咀村、王埝村、周庵村、大路坎村、内碾村、龚沟村、杨湾村、高洞口村、李嘴村、方井村、七郎村和李沟村。